# Morning Glory
「Morning Glory」は、(K)NoW_NAMEの3枚目のシングル。

## 概要
表題曲は、テレビアニメ『サクラクエスト』のオープニングテーマ。
TOKYO MX他にて放送された。

## 収録曲

### CD
1. Morning Glory
作詞：(K)NoW_NAME:eNu / 作曲・編曲 - (K)NoW_NAME:Makoto Miyazaki
  - テレビアニメ『サクラクエスト』オープニングテーマ
2. Lantana
作詞：(K)NoW_NAME:eNu / 作曲・編曲 - (K)NoW_NAME:Makoto Miyazaki
3. thyme
作詞： AIJ/ 作曲・編曲 - Makoto Miyazaki
4. Morning Glory (Instrumental)
5. Lantana (Instrumental)
6. thyme (Instrumental)